# Mrzlo Polje, Ivančna Gorica
Mrzlo Polje je naselje v Občini Ivančna Gorica.